# Lorogun
Lorogun, lórogún ou olorogum é uma cerimônia ritual que paralisa a maiorias das atividades nos terreiros de candomblé, estimulando seus crentes e adeptos ao descanso coletivo, marcado o final do ano litúrgico.

## Período
O lorogun acontece propositadamente no período da quaresma católica, logo depois do carnaval, terminando justamente no sábado de aleluia (primeiro sábado da lua cheia), onde começa o início do ano litúrgico (Ano Novo) para o povo do santo.

## Ritual
Neste ritual não acontece sacrifício animal, embora seja oferecida comida ritual não só aos Deuses, mas à todos os participante, servido diretamente por todos os orixás do terreiro, extraordinariamente vestidos com roupas estampadas, menos os orixás funfuns que sempre estão com os seus vestes brancos. A comida é comportada em duas capangas à tira colo e distribuida a todos os presentes, depois estas capangas são penduradas na árvore sagrada do terreiro.
Em seguida, todos os orixás saem com um ichã devida enrolado com tecidos ou papéis e começam simbolicamente uma luta, parecido com maculelê, este mesmo objeto é levado e depositado aos pés da árvore sagrada do terreiro. Neste momento todos os orixás seguram nas mãos uma quantidade de folha sagrada, que são passada no corpo de todos os presentes, inclusive uns aos outros, formando um verdadeiro alarido, dando uma impressão de briga "guerra" que é interrompida com a manifestação de Oxalá, imediatamente tudo volta a calmaria e todos dançam sob um grande alá (pano branco), os cânticos sagrado deste orixá da paz.